# شركة يانغ مينغ للنقل البحري
شركة يانغ مينغ للنقل البحري هي شركة تايوانية للشحن البحري مقرها في كيلونغ ، تايوان (ROC) .
تأسست الشركة في عام 1972 كخط ملاحي ، ولكن لها روابط تاريخية من خلال اندماجها مع شركة شركة التجار الصين للملاحة البخارية(1872 - 1995) ، والتي يعود تاريخها إلى عهد أسرة تشينغ . تدير يانغ مينغ حاليا 101 سفينة حاويات تصل إلى 14,000 و 17 ناقلات البضائع السائبة .
اعتبارًا من منتصف عام 2019 ، كان يانغ مينغ يشغل أسطولًا تفوق قدرته 4.2 مليون طن من السعة التشغيلية / التشغيلية 643 ألف حاوية مكافئة ، تمثل سفن الحاويات قوة الخدمة الرئيسية فيها.    ،
تضم مجموعة يانج مينج وحدة لوجستية (يس لوجستيك. و زينج مينج للنقل.) ومحطات حاويات في تايوان وبلجيكا وهولندا والولايات المتحدة الأمريكية ، بالإضافة إلى خدمات الشحن والتفريغ ( ميناء كاوشيونغ ، تايوان). يغطي نطاق خدمات يانغ مينغ أكثر من 70 دولة مع أكثر من 170 نقطة خدمة.

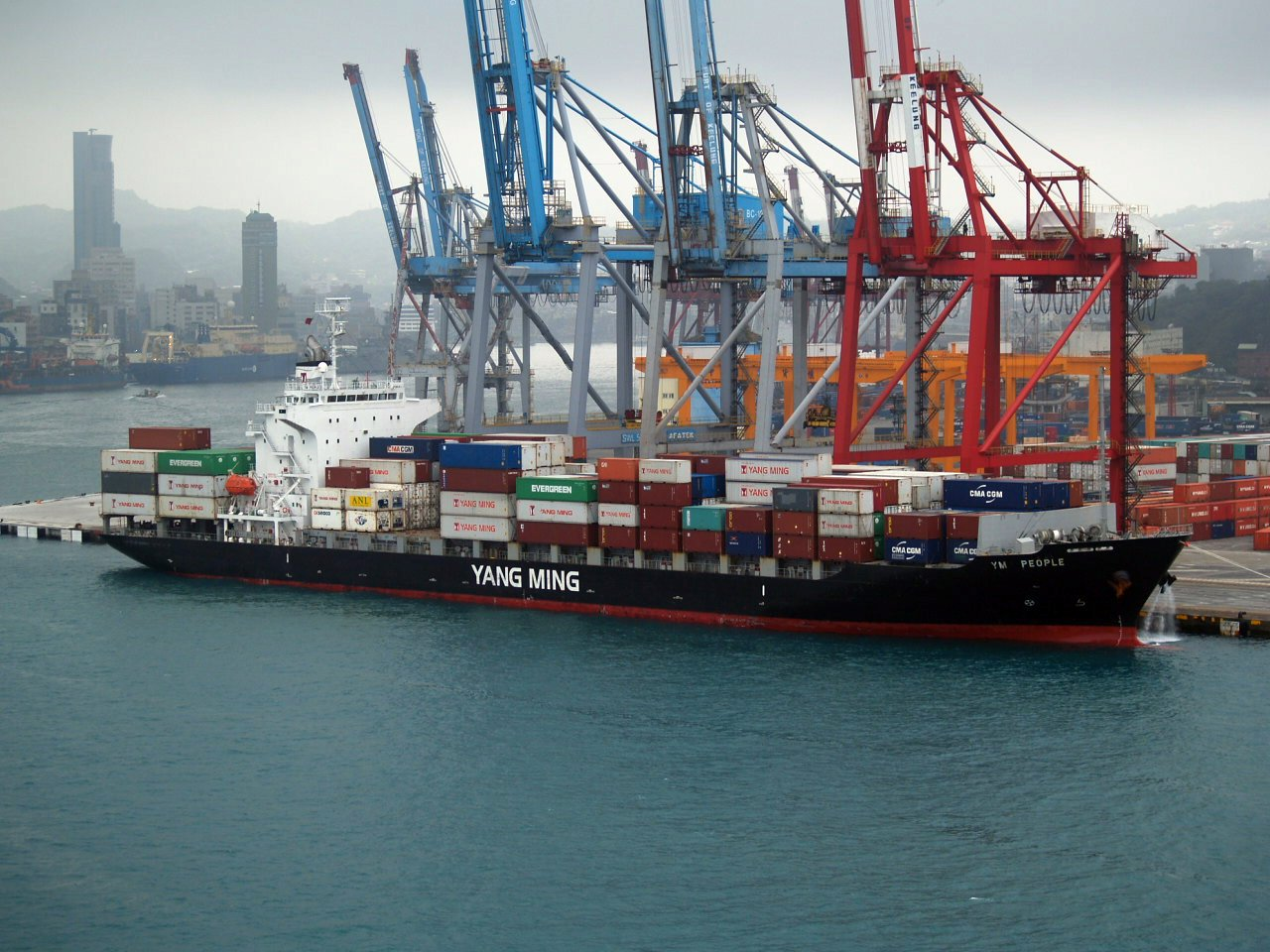
سفينة حاويات يانغ مينغ YM الناس في ميناء كيلونغ في تايوان

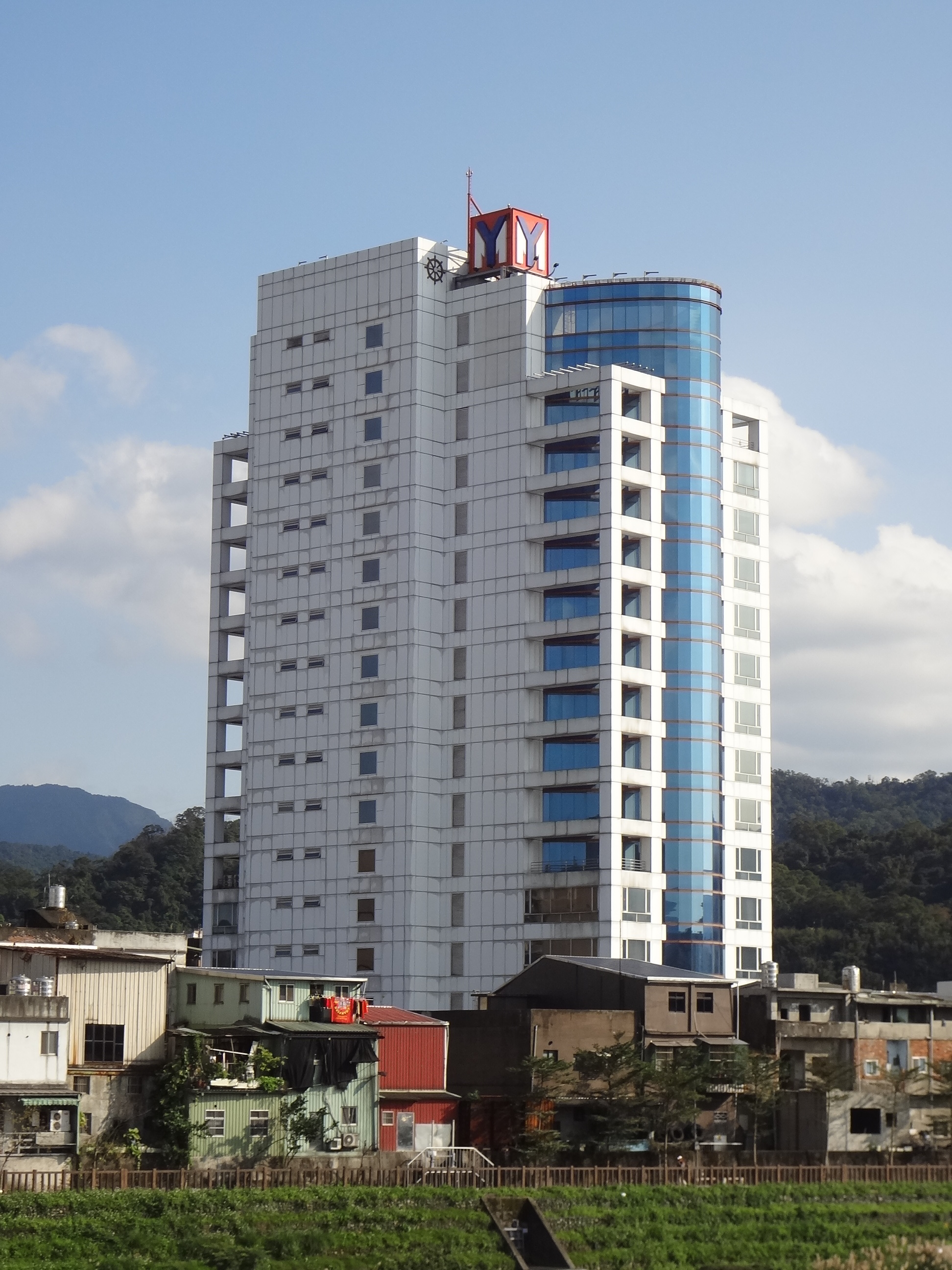
مقر يانغ مينغ للنقل البحري

## روابط خارجية
- الموقع الرسمي